# 愛と自由を求めて
『愛と自由を求めて』（原題：Extension of a Man）は、アメリカ合衆国のR&B歌手ダニー・ハサウェイが1973年に発表したスタジオ・アルバム。ハサウェイの生前にリリースされた最後のスタジオ・アルバムである。

## 背景
1曲目の「神わが声をきき給う」はオーケストラによる曲で、ハサウェイ自身はクロード・ドビュッシー、モーリス・ラヴェル、エリック・サティといった1800年代末期から1900年代初期の作曲家、それにジョージ・ガーシュウィンからインスパイアされたと記している。「神わが声をきき給う」と「アイ・ノウ・イッツ・ユー」には、当時リターン・トゥ・フォーエヴァーで活動していたスタンリー・クラークが参加した。
「フライング・イージー」は、ハサウェイがハーブ・アルパート&ザ・ティファナ・ブラスのために書いた曲である。「溢れ出る愛を」は、ブラッド・スウェット・アンド・ティアーズがアルバム『子供は人類の父である』（1968年）で発表した曲のカヴァー。
CDボーナス・トラックの「ロード・ヘルプ・ミー」は1971年10月11日にレコーディングされた曲で、1972年に「溢れ出る愛を」がシングルとしてリリースされた際にB面曲として発表された。

## 反響・評価
本作に先行して1972年にシングルとしてリリースされた「溢れ出る愛を」はBillboard Hot 100で60位、『ビルボード』のR&Bシングル・チャートで20位に達した。そして、アメリカのBillboard 200では69位に達し、『ビルボード』のR&Bアルバム・チャートでは18位に達した。また、1973年にはシングル「愛のすべて」がBillboard Hot 100で44位、R&Bシングル・チャートで16位に達し、「リトル・チルドレン」はR&Bシングル・チャートで67位に達した。
音楽評論家のジョン・ブッシュはオールミュージックにおいて「ダニー・ハサウェイの最も野心的なLP」と評している。

## 収録曲
特記なき楽曲はダニー・ハサウェイ作。1. 4. 8.はインストゥルメンタル。
1. 神わが声をきき給う - "I Love the Lord; He Heard My Cry (Parts I & II)" – 5:32
2. いつか自由に - "Someday We'll All Be Free" (Donny Hathaway、Edward Howard) – 4:14
3. フライング・イージー - "Flying Easy" (D. Hathaway、Walter Lowe、Franklin Moss Jr.) – 3:13
4. ヴァルデズ・イン・ザ・カントリー - "Valdez in the Country" – 3:33
5. 溢れ出る愛を - "I Love You More Than You'll Ever Know" (Al Kooper) – 5:23
6. リトル・チルドレン - "Come Little Children" – 4:35
7. 愛のすべて - "Love, Love, Love" (J. R. Bailey、Ken Williams) – 3:25
8. 貧民街 - "The Slums" – 5:11
9. マグダレナ - "Magdalena" (Danny O'Keefe) – 3:08
10. アイ・ノウ・イッツ・ユー - "I Know It's You" (Leon Ware) – 5:13

### CDボーナス・トラック
1. ロード・ヘルプ・ミー - "Lord Help Me" (Joe Greene、Billy Preston) – 4:07

## 参加ミュージシャン
- ダニー・ハサウェイ - ボーカル、ピアノ、エレクトリックピアノ、タック・ピアノ、オルガン、ベース、指揮
- コーネル・デュプリー - ギター (on #2, #3, #4, #5, #7, #8)
- デヴィッド・スピノザ - ギター (on #2, #3, #10)
- キース・ラヴィング - ギター (on #3, #4, #7)、アコースティック・ギター (on #8)
- ヒュー・マクラッケン - ギター (on #5, #9)、バンジョー (on #9)
- ジョセフ・ビショップ - ギター (on #6)
- フォル・アップチャーチ - ギター (on #6)
- スタンリー・クラーク - ベース (on #1, #10)
- ウィリー・ウィークス - ベース (on #2, #3, #4, #5, #7, #8)
- ゴードン・エドワーズ - ベース (on #9)
- グラディ・テイト - ドラムス (on #1, #9)
- レイ・ルーカス - ドラムス (on #2, #3, #4, #7, #8)
- フレッド・ホワイト - ドラムス (on #5, #6)
- リック・マロッタ - ドラムス (on #10)
- ラルフ・マクドナルド - パーカッション (on #3, #4, #7, #9)
- マーヴィン・スタム - トランペット (on #1, #2, #8, #9)
- デヴィッド・ニューマン - テナー・サックス (on #5)
- ジョー・ニューマン - トランペット (on #1, #6)
- ガーネット・ブラウン - トロンボーン (on #1, #6)
- セルダン・パウエル - 木管楽器 (on #1)、クラリネット (on #6, #9)、テナー・サックス (on #8)
- トニー・スタッド - トロンボーン (on #8, #9)
- ドン・バターフィールド - チューバ (on #1, #8, #9)
- フィル・ボドナー - アルト・サックス (on #8)、クラリネット (on #9)
- Myrna Summers & The Interdenominational Singers - コーラス (on #1, #7)、タンバリン (on #6)
- Jimmy Douglass, Mario "Big M" Medious, Richard Wells, William "Mac" McCollum - バッキング・ボーカル (on #8)
- Cissy Houston, Myrna Smith, Sylvia Shemwell - バッキング・ボーカル (on #10)
- ジーン・オーロフ - コンサートマスター (on #1)
- ヒューバート・ロウズ - フルート (on #1)
- Ernie Royal - トランペット (on #1)
- Dominick Gravine, Paul Faulise, Wayne Andre - トロンボーン (on #1)
- Jim Buffington, Julius Watkins, Tony Miranda - フレンチホルン (on #1)
- V. Abato - クラリネット (on #1)
- H. Schuman - オーボエ (on #1)
- Romeo Penque, Bill Slapin - 木管楽器 (on #1)
- Russ Savakus - コントラバス (on #1)
- Charles McCracken, George Ricci, Kermit Moore - チェロ (on #1)
- Emanuel Green, Harry Lookofsky, Julien Barber, Noel DaCosta, Sanford Allen, Theodore Israel - ヴァイオリン (on #1)
- Gloria Agostini - ハープ (on #1)